# Hesja-Darmstadt

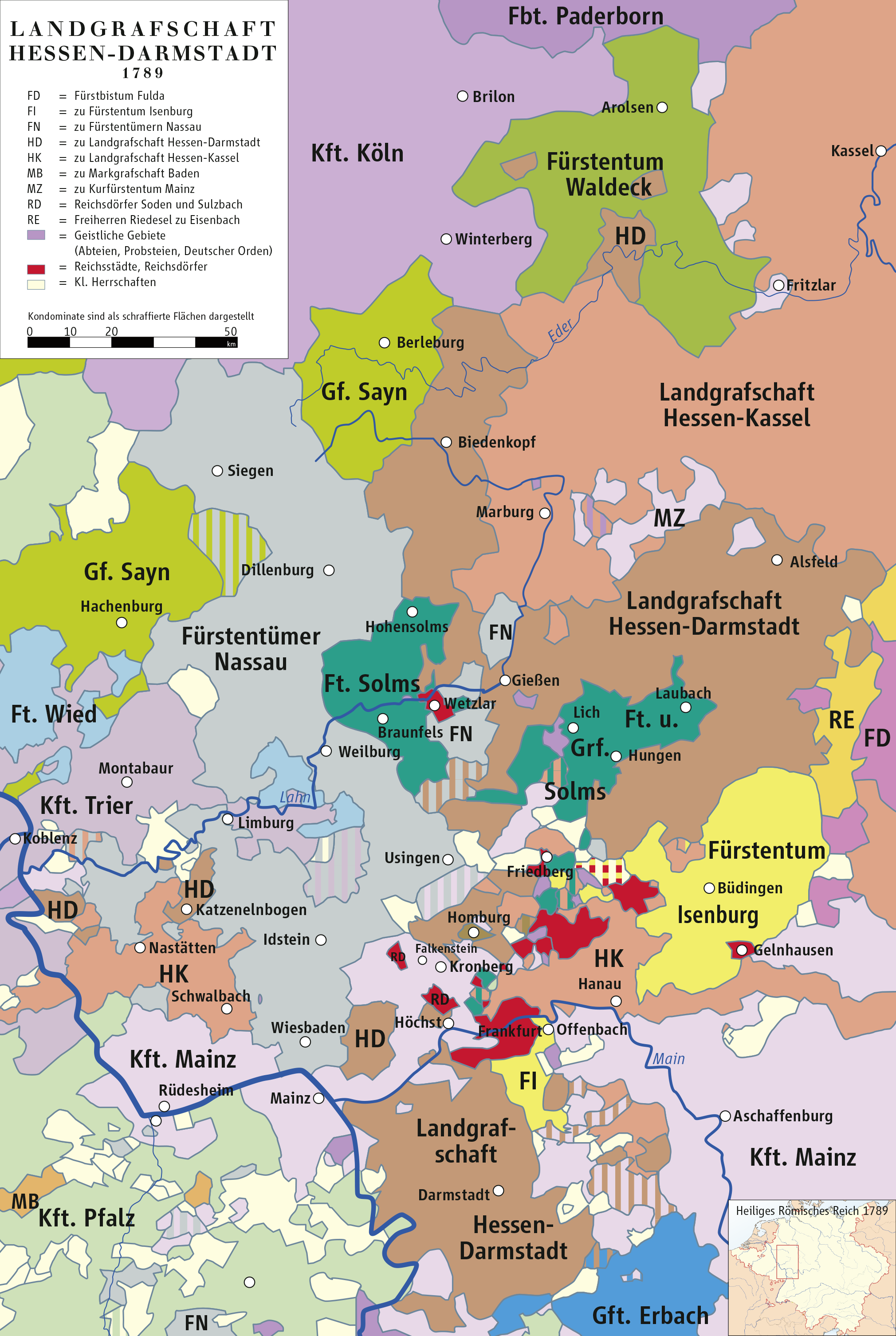
Landgrafostwo Hesji-Darmstadt w 1789 r.

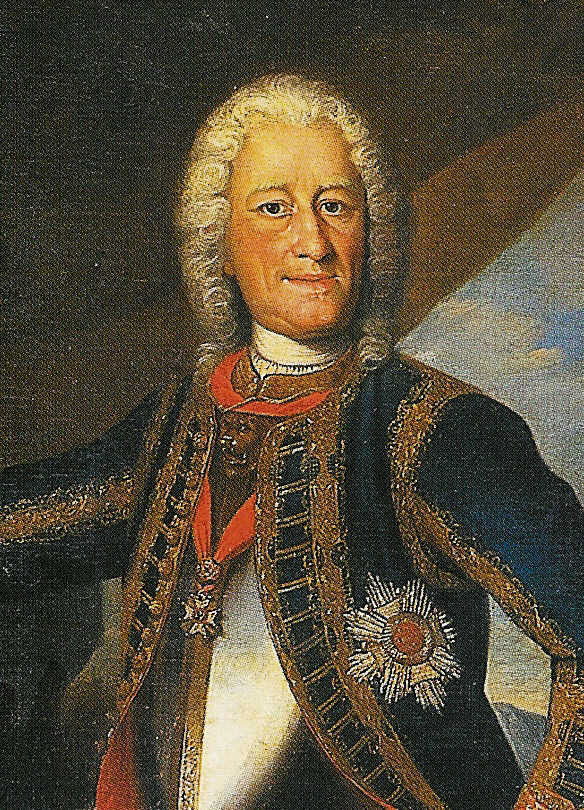
Ernest Ludwik, landgraf Hesji-Darmstadt

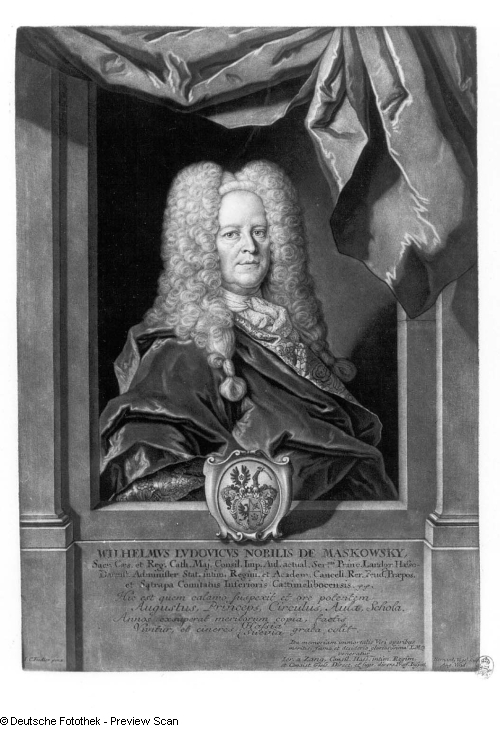
Wilhelm Ludwig von Maskowsky

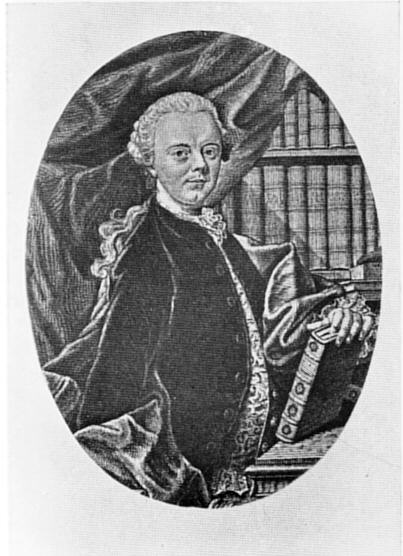
Friedrich Karl von Moser

Flaga pułku Hesji-Darmstadt w czasie wojny siedmioletniej (1756-1763)

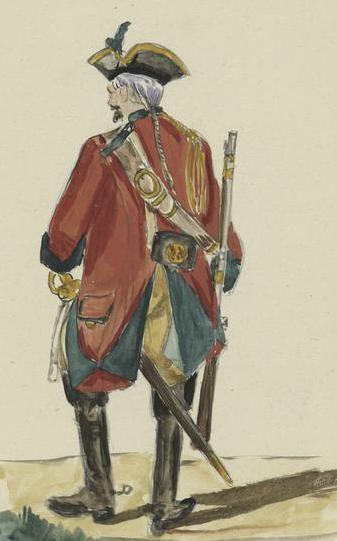
Dragon wojsk Hesji-Darmstadt (1760)

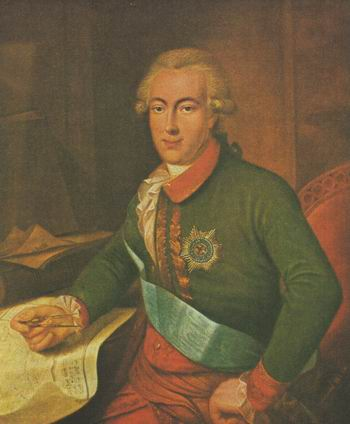
Ludwik I, wielki książę Hesji-Darmstadt

Landgrafostwo Hesji-Darmstadt (niem. Landgrafschaft Hessen-Darmstadt, w skrócie Hesja-Darmstadt) – państwo, które wchodziło w skład Świętego Cesarstwa Rzymskiego. Powstało w 1567 roku w następstwie śmierci ostatniego Landgrafa Hesji Filipa Wielkodusznego, który rządzone przez siebie terytoria podzielił między swoich czterech synów. Nazwa państwa wynikała stąd, że jego stolicą zostało miasto Darmstadt. Podczas wojen napoleońskich doszło w 1806 roku do likwidacji Świętego Cesarstwa Rzymskiego, a jednym ze skutków tej decyzji było podniesienie Hesji-Darmstadt do rangi Wielkiego Księstwa.

## Historia

### XVII wiek
Hesja-Darmstadt powstała w 1567 roku jako część rządzonej przez landgrafa Filipa Wielkodusznego Hesji przyznana jego najmłodszemu synowi Jerzemu. Wraz z wygaśnięciem linii heskich władców rządzących Hesją-Marburg i Hesją-Rheinfels w 1604 roku, Hesja-Darmstadt wraz z Hesją-Kassel stała się jednym z dwóch państw heskich. Podczas gdy Hesja-Kassel przyjęła kalwinizm i stała się podczas wojny trzydziestoletniej jednym z najbardziej gorliwych zwolenników strony protestanckiej, Landgraf Hesji-Darmstadt Jerzy II pozostał przy religii luterańskiej i ze względu na ścisły sojusz z Saksonią w 1635 roku przeszedł na stronę Habsburgów.

### XVIII wiek
Ernest Ludwik, landgraf Hesji-Darmstadt panował w latach 1678–1739. Dwukrotnie musiał uchodzić z Darmstadt, które w 1691 i 1693 spalił gen. Melac na czele wojsk Ludwika XIV, króla Francji. Po zakończeniu wojny Ernest-Ludwik postanowił nie tylko odbudować stolicę ze zniszczeń, lecz także upiększyć ja nowymi pałacami i budynkami na wzór francuski. W tym celu zatrudnił zdolnego francuskiego architekta Louisa Remy de la Fosse. Za zaletę landgrafa należy uznać fakt tworzenia ministrów z takich specjalistów z zakresu państwa i prawa jak Wilhelm Ludwig von Maskowsky (1675-1731). W 1709 roku zaczął na jego dworze pracować kompozytor Christoph Graupner.
Za panowania Ernesta-Ludwika ludność Hesji-Darmstadt liczyła ok. 100 tysięcy.
Ludwik VIII panował w latach 1739–1768. Ludwik VIII był politycznie sprzymierzeńcem imperium Habsburgów i cesarzowej Marii Teresy. Landgrafa bardzo niepokoił wzrost potęgi Królestwa Prus w Rzeszy.
Ludwik IX, landgraf Hesji-Darmstadt (1768-1790) znany był jako „landgraf-żołnierz” ze względu na swe zainteresowania militarne i posiadanie stopnia oficerskiego w wojsku pruskim. Jego żona Karolina (1721−1774) była bóstwem „oświeconych”, w tym Goethego i Herdera, który pracował wtedy w Darmstadt. Minister Friedrich Karl von Moser (1723-1798) polepszył w tych latach stan finansów państwa.

### XIX wiek
Ludwik I, wielki książę Hesji-Darmstadt był landgrafem Hesji-Darmstadt w latach 1790–1806 (jako Ludwik X), a następnie wielkim księciem Hesji-Darmstadt.
Terytorium Hesji-Darmstadt uległo znaczącemu powiększeniu na skutek reorganizacji ziem niemieckich w 1803 roku (Reichsdeputationshauptschluss). Najznaczniejszym zyskiem było księstwo Westfalii, którym poprzednio władał arcybiskup Kolonii, a zaraz po nim terytoria arcybiskupstwa Moguncji oraz biskupstwa Wormacji. W roku 1806 zlikwidowano Święte Cesarstwo Rzymskie, a Hesja-Darmstadt przekształcona została w Wielkie Księstwo Hesji. Na kongresie wiedeńskim postanowiono, że musi je oddać, ale jako rekompensatę dano mu tereny tzw. „Hesji Nadreńskiej” (Rheinhessen), z miastem Moguncja.

## Literatura
- Darmstadt inder Zeit de Barock und Rokoko, Magistrat der Stadt Darmstadt, 1980.
- Manfred Knodt, Regenten von Hessen-Darmstadt, Darmstadt 1989.
- Piotr Napierała, Hesja-Darmstadt w XVIII stuleciu. Wielcy władcy małego państwa, Wydawnictwo Naukowe UAM, Poznań 2009. ISBN 978-83-232-2007-7.